# Pindal (kanton)
Pindal – kanton w prowincji Loja, w Ekwadorze. Stolicą kantonu jest Pindal.